# Morphium
Morphium è un film muto del 1919 diretto da Bruno Ziener.